# Maria Goeppert-Mayer
Maria Goeppert-Mayer (Katowice, 28 de junio de 1906-San Diego, California, 20 de febrero de 1972) fue una física teórica estadounidense de origen alemán, ganadora del Premio Nobel de Física en 1963 por proponer el modelo de capas nuclear. Fue la segunda mujer galardonada con el Premio Nobel de Física después de Marie Curie.

## Carrera
Maria Goeppert nació en Kattowitz (ahora Katowice), por entonces parte de la provincia de Silesia del Imperio alemán. Su familia se trasladó a Gotinga en 1910, cuando su padre Friedrich Goeppert fue nombrado profesor de pediatría de la universidad de dicha ciudad.
Por el lado de su padre, Goeppert-Mayer pertenecía a una familia de larga tradición académica. Desde temprana edad, se vio rodeada por los estudiantes y profesores de la universidad, intelectuales eminentes incluyendo científicos como Enrico Fermi, Werner Heisenberg, Paul Dirac y Wolfgang Pauli.
En 1920, Goeppert se matriculó en la Universidad de Gotinga. Entre sus profesores estuvieron tres los futuros premios Nobel: Max Born, James Franck y Adolf Otto Reinhold Windaus.
Goeppert completó su título de doctor en física (Ph.D.) en la Universidad de Gotinga en 1930, y en ese mismo año, se casó con Joseph Edward Mayer, por entonces un asistente de James Franck. La nueva pareja se mudó a Estados Unidos, país de origen de Mayer, en concreto a Baltimore, donde tenía su plaza como profesor en la Universidad Johns Hopkins.
En su tesis doctoral calculó la probabilidad de que un átomo sea capaz de absorber dos fotones simultáneamente y excitar al átomo tal como lo haría un solo fotón con energía igual a la suma de energía de ambos fotones. Su aventurada teoría fue confirmada experimentalmente en la década de 1960 con el advenimiento del láser.
En aquella Universidad (1931-39), como posteriormente en la Universidad de Columbia (1940-46) y en la de Chicago, en las que su marido fue contratado, a María Goeppert-Mayer se le permitió trabajar como investigadora voluntaria pero sin tener derecho a remuneración, en gran parte por sexismo.
De hecho, a pesar de su valía y capacidad casi la totalidad de su carrera la desarrolló como profesora e investigadora voluntaria no-remunerada, no alcanzando un puesto remunerado a tiempo completo hasta cumplir los 53 años.
A pesar de ello, fue capaz de desarrollar un trabajo investigador brillante y encontrar otras oportunidades laborales, incluyendo un puesto de profesora en el Sarah Lawrence College.
También pudo colaborar, si bien en una línea de investigación más bien secundaria, en el Proyecto Manhattan para el desarrollo de la bomba atómica en Los Álamos (Nuevo México).
Durante el tiempo que su marido fue profesor en la Universidad de Chicago, Goeppert-Mayer fue profesora voluntaria asociada de Física (sin derecho a sueldo). Además, cuando se fundó el cercano Laboratorio Nacional Argonne en 1946, Goeppert-Mayer se ofreció para trabajar allí a tiempo parcial en la División de Física Teórica. Fue durante su tiempo en Chicago y Argonne cuando desarrolló el cálculo matemático que demostraba el modelo de capas nuclear, trabajo por el que fue galardonada con el Premio Nobel de Física en 1963, compartido con los investigadores alemanes J. Hans D. Jensen y Eugene Paul Wigner.
Los científicos alemanes con los que compartió el premio trabajaron en paralelo exactamente la misma teoría. Después de haber publicado sus resultados, Goeppert-Mayer colaboró con ellos. Un miembro del equipo alemán, J. Hans D. Jensen, se desplazó a Estados Unidos y trabajó con ella para editar un libro en 1950 titulado Teoría elemental de la estructura de capas nuclear.
En 1963, ambos fueron galardonados conjuntamente con el Premio Nobel de Física «por sus descubrimientos sobre la estructura de las capas nuclear». En su discurso de aceptación Goeppert-Mayer dijo: «Ganar el premio ha sido la mitad de apasionante que hacer el trabajo».
Cuando la Real Academia de las Ciencias de Suecia anunció que había ganado el premio Nobel, un periódico local de San Diego encabezó la noticia con la frase ««Madre de San Diego gana el premio Nobel».
Desde 1960, Goeppert-Mayer fue nombrada para un puesto como profesora (a tiempo completo) de Física en la Universidad de California en San Diego y se trasladaron a vivir a la vecina localidad de La Jolla. A pesar de que sufrió un derrame cerebral poco después de llegar allí, continuó enseñando e investigando durante varios años.